# Aristonerilla brevis
Aristonerilla brevis är en ringmaskart som först beskrevs av Saphonov och Alexander B. Tzetlin 1997.  Aristonerilla brevis ingår i släktet Aristonerilla och familjen Nerillidae. Inga underarter finns listade i Catalogue of Life.